# الحرب القوطية (248-253)
وقعت الحرب القوطية (باللاتينية: bellum Gothicum؛ نقحرة: بِلُّم گُتِكُم) ما بين عامي 248 و249م، وثم مُجدَّدًا في عام 253م، بين قبيلة القوط وحُلفائِها من القبائل الأخرى، والإمبراطورية البيزنطية. سبب بداية هذه الحرب كان لتوقُّف الإمبراطورية عن دفع تَرفيدٍ إلى القبائل التي سكنت شمال نهر الدانوب، تحت أمر من الإمبَرَاطُورِ فيليب العربيِّ؛ فشنَّتِ القبائلُ الحرب عليها.
شنت قبيلة القوط وحلفاؤها الحرب على الإمبراطورية، وقادهم ملكهم أُستروقوطا مع قادته الثانويين أرغيدو وغونديريكوس، فانتقلوا نحو الحدود الرومانية وبدأوا بسلسلة من الهجمات على مناطق عديدة، منها مدينة مارسيانوبوليس (اليوم تُدعى ديفنيا وتقع في شمال شرق بلغاريا) المحصنة في مقاطعة تراقيا. عادت القوط وحلفاؤها إلى ديارهم مع غنائمهم بعد انتهاء هذه الهجمات.
في عام 250م، استمرت الغزوات القبلية على الإمبراطورية: هاجمت قبيلة الكَربِيان على مدينة داتشيا، وقاد الملك القوطي كنيفا مجموعةً من القوط والقبائل الأخرى، وهزم البيزنطينيين في معركتين كبيرتين، في واحدةٍ منهما قتل هو الإمبراطور الروماني ديكيوس (حكم. 249—251م) وابنه الإمبراطور المشترك هيرينيوس إيتروسكوس (حكم. 251م). وعد تابعهم الإمبراطور تريبونيانوس غالوس (حكم. 251—253م) بأن يدفع ترفيدًا، ولم يُبقِ وعده، فاستمرت الهجمات على الإمبراطورية حتى هزمهم الوالي والإمبراطور لاحقًا إميليانوس (حكم. 253).

## الخلفية وما قبل الحرب

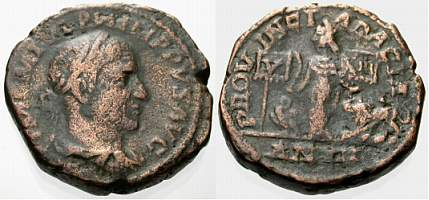
عملة السيسترتيوس المسكوكة في عهد الإمبراطور فيليب العربي وتُظهر رأسه في وجهها (حكم. 244—249م)

يُمكنُ التمييزُ بين عاملَينِ أساسِيَّينِ أَدَّيا إلى الاستياء المتواصل الذي شعرت به القبائل المتواجدة شمال الدانوب في القرن الثالث الميلادي، مما ساهم في اندلاع الحرب القوطية. العامل الأول والأشدُّ أهمية حصل أثناء عهد الإمبراطور سيفيروس ألكسندر (حكم. 222—235م)، حيث كانت القبائل تُقرِّب قراها أكثر فأكثر من حد الدانوب. وانتشر في ذلك الوقت خبر بأن مدينتي أولبيا وتيراس، اللتين كانتا مستعمرتان إغريقيتين في الماضي (اليوم يتواجدا في أوكرانيا)، قد دُمِّرا من قِبل محاربِين أتوا من شعب قوي لم يُرَ من قَبل. لاحقًا وفي ربيع عام 238م، مجموعات من محاربين ينتمون إلى الشعب ذلك نفسه، ويُقال أنهم السكوثيون، عبروا حدود الكربيانيين والداتشيين، واجتاحوا مويسيا السفلى، حيث استولوا على ونهبوا مدينة إستروس.
العامل الثاني كان ما عمله الإمبراطور فيليب العربي (حكم. 244—249م) في عام 248م؛ فقد كان مُشجَّعًا وواثقًا بنفسه بسبب نجاحاته السياسية الحديثة، فقرر أن يُراجع حالة القبائل الجرمانية شمال الدانوب، فقرر أن يُلغيَ دفع ترفيد سنوي كان يُدفع منذ عام 238م في عهد ماكسيمينوس ثراكس للتخفيف من طباع القبائل العدوانية. ألغى أيضًا الإمبراطور جميع الاتفاقات المتعلقة بالقبائل، مما أثار غضبهم.

## غزوات الملك أستروقوطا
بحسب كتاب "أصل وأفعال القوط" الذي كتبه المؤرخ الروماني يوردانس حوالي 551م، نتيجةً لإلغاء قرار دفع الترفيد في أواخر عام 248م، عبَر الدانوبَ ملكُ القوط الشرقيين والغربيين أُستروقوطا مع جيش مكون من القوط وأعضاء قبائل جرمانية وسارماتية أخرى مثل التَّيفَل، والباستارنيين، والهسدينغيين، والكاربِيانيين، وغزوا مويسيا وتراقيا. يتوقع يوردانس بأن عددهم كان حوالي 300 ألف شخص، ويقول غيره بأن عددهم لم يتجاوز 30 ألفًا. في نفس الوقت، تمرد رجل يُدعى باكاتيانوس (حكم. 248م) على الإمبراطورية وأعلن نفسه إمبراطورًا عليها. يقول يوردانس أن غزوة أستروقوطا هذه كانت ناجحةً، وأن ذلك يعود إلى انشغال الإمبراطورية بباكتيانوس.
محاولًا أن يهدئ من الحالة الفوضوية، عيَّن فيليب عضوًا من مجلس الشيوخ يُدعى ديكيوس قائدًا للفيالق المتواجدة في بانونيا ومويسيا. بحسب يوردانس، عندما وصل ديكيوس إلى المنطقة، وجد كبح الغزاة مستحيلًا، فقرر عوضًا عن ذلك أن يُطلق جنوده من الخدمة العسكرية. تمرد الجنود وقدموا أنفسهم إلى أستروقوطا طالبين أن يأمنهم مقابلَ انضمامهم لجيشه، فقبل أستروقوطا عرضهم. أرسل أستروقوطا بعدها قائديه الثانويين أرغيدو وغونديريكو لينهبوا مويسيا مجدَّدًا، ومن ثم إلى مدينة مارسيانوبولس المحصنة. بعد حصار طويل، أجبر الجيش القرويين أن يدفعوا لهم الأموال مقابل أن يرحل الجيش عنهم. بعد ذلك، عاد أستروغوطا إلى دياره مع غنائمه من الحرب.

## انقلاب ديكيوس وغزوات كنيفا

غزوات القوط بين عامي 250 و251م؛ الأصفر يدل على الأراضي الرومانية، والدوائر تدل على عواصم المقاطعات، والكتابة الحمراء تدل على المناطق المهجوم عليها

في ربيع عام 249م، عندما كان ديكيوس لا يزال قائد فيالق بانونيا ومويسيا، بايعه جيشه إمبراطورًا عليهم بدلًا من فيليب، فعاد إلى روما لكي يخلع فيليب. كانت النتيجة حدوث فراغ عسكري في المنطقة، مما جذب المزيد من الغزاة نحوها. في العام التالي، غزا شعب الكربيان كلًّا من داتشيا وشرق مويسيا العليا، وغرب مويسيا السفلى. في الوقت نفسه، جهَّز ملك القوط الجديد كنيفا جيشًا، واستغل الفرصة لغزو الرومان هو كذلك. يُقال أن قواته اشتملت قوطًا ووندالًا وتَيفَالًا، وكذلك عساكر رومانًا متمردين.
قسَّم كنيفا جيشه إلى جزأين: أرسل حوالي 20 ألف رجل ليهاجموا مويسيا، والتي كانت قد تُركت غيرَ محمية، ومن ثم إلى فيليبوليس (اليوم تُدعى بلوفديف وتقع في بلغاريا)، والجزء الثاني كان مكونًا من 70 ألف رجل قادهم بنفسه إلى يوسشيا (اليوم بالقرب من سفيشتوف في بلغاريا). خسر كنيفا تلك المعركة، ونفاه القائد الروماني (إمبراطورًا لاحقًا) تريبونيانوس غالوس؛ فهرب إلى نيقوبوليس (اليوم في بلغاريا). عندما اقترب الإمبراطور ديكيوس، فر كنيفا بما تبقى من جيشه إلى جبال البلقان، ومن ثم انضم إلى الجزء الأول من جيشه في فيليبوليس.
مع رحيل كنيفا، عبر ديكيوس جبال البلقان، وقرر أن يُخَيِّمَ في جِوارها؛ فهجم عليه كنيفا في هجوم مفاجئ فهزمه ودمَّر جيشه. هرب ديكيوس إلى يوسشيا، حيث التقى بتريبونيانوس غالوس، الذي كان معه جيشًا كبيرًا لحماية الحد. قاد ديكيوس الجيش وبدأ يتجهز لصراعات أخرى. في الوقت ذاته، حاصر كنيفا ثم غزا مدينة فيليبوليس؛ فسقطت في الصيف. تحالف الملك بعد ذلك مع الولي المحلي، تيتوس يوليوس بريسكوس، ضد الرومان.
حفزت خسارة فيليبوليس الإمبراطور أن يفعل شيئًا؛ فبعد تصديه للقوات الجرمانية، وإصلاحه للحدود الدانوبية، هجم أخيرًا على القوط بجيش أكبر عددًا من جيشهم. حاول القوط أن يهربوا، لكن ديكيوس حاربهم في معركة شهيرة باتت تُعرف بمعركة أبريتاس، في موقع يقع اليوم في رازغراد في بلغاريا. بدأ الجيش الروماني هجمته، لكنهم وقعوا واحتُجزوا في مستنقع؛ فهزمهم القوط وقتلوا الإمبراطور ديكيوس وابنه الإمبراطور المشترك هيرينيوس إيتروسكوس.

## الغزوة الأخيرة وما تبعها

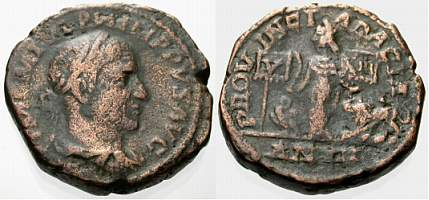
عملة الأنتونينياس المسكوكة في عهد الإمبراطور إميليانوس وتُظهر رأسه في وجهها (حكم. 253م)

وصلت أنباء ما جرى في معركة أبريتاس إلى بقايا الفيالق الدانوبية؛ فبايعوا تريبونيانوس غالوس (حكم. 251—253م) إمبراطورًا عليهم. سمح الإمبراطور الجديد لكنيفا بالرحيل مع ما حصَّل من غنائم، ووعده بإرجاع الترفيد، مقابلَ أن لا يغزو القوط الرومان مجددًا. مع هذا، لم يُبقِ الإمبراطورُ وعدَه؛ فقد رفض ولي مويسيا وبانونيا (والذي صار لاحقًا الإمبراطور) إميليانوس دفع ترفيد للقوط. تصادف مع ذلك حلول طاعون قبرص (251—270م) الذي أودى بحياة ما بين 15 و30٪ من سكان الإمبراطورية؛ فاستغل ذلك القوط وهجموا على مويسيا وتراقيا مرةً أخرى عام 253م. نجح إميليانوس في إبطال هجماتهم، ولاحقهم ونفاهم إلى خارج منطقة الدانوب، واضعًا نهايةً مؤقتةً لهجماتهم.
استرجع إميليانوس جزءًا كبيرًا من الغنائم، وحرر آلاف المواطنين الرومانيين المأسورين. نتيجةً لهذا كله، بقي الحد الدانوبي هادئًا لبضع سنين. في عامي 256 و257م، عاد تحالف من القبائل يقوده الكربيانيين لغزو مويسيا مجددًا؛ فنهبوا تراقيا وحاصروا سالونيك في مقدونيا.
في الأعوام التالية، استمرت القبائل الدانوبية بشن المزيد من الهجمات، أهمها في عام 267 أو 268م، وقاده القوط. هذه المرة، وصل القوط إلى بحر إيجة. وصلوا إلى مقدونيا وغزوا تراقيا، إلى أن أوقفوا وهُزِموا في معركة نايسوس عام 268 أو 269م، من قبل غالينوس (حكم. 260—268م)، أو تابعه كلاوديوس الثاني (حكم. 268—270).